# The Only EP
The Only EP es un EP de la cantante albano-británica Dua Lipa, editado en 2017, antes de su álbum debut. Es el único EP que se editó en formato físico.

## Lista de canciones
| Lado A |                         |          |  |
| N.º    | Título                  | Duración |  |
| 1.     | «Blow Your Mind (Mwah)» | 2:58     |  |
| 2.     | «For Julian»            | 3:36     |  |
| 3.     | «Hotter Than Hell»      | 3:07     |  |

| Lado B |              |          |  |
| N.º    | Título       | Duración |  |
| 1.     | «Be the One» | 3:23     |  |
| 2.     | «New Love»   | 3:59     |  |